# João Dias (Brésil)
Pour les articles homonymes, voir João Dias.
João Dias est une municipalité brésilienne située dans l'État du Rio Grande do Norte.